# 1981 en jeu
Chronologie du jeu
- 1977
- 1978
- 1979
- 1980
- 1981
- 1982
- 1983
- 1984
- 1985

Cet article présente les faits marquants de l'année 1981 concernant le jeu.

## Évènements

### Compétitions
- 25 octobre : le Japonais Hidenori Maruoka remporte le Ve championnat du monde d’Othello à Bruxelles.
- 19 novembre : à Merano, le Soviétique Anatoli Karpov remporte le championnat du monde d’échecs face à l’apatride Viktor Kortschnoi et conserve ainsi son statut de champion de monde.

## Sorties
- L'Appel de Cthulhu, Sandy Petersen, Chaosium : premier jeu de rôle d'horreur
- Champions, George MacDonald, Steve Peterson, Hero Games : premier jeu de rôle de super héros
- Spell Law, Iron Crown Enterprises : ouvrage de Rolemaster
- Stormbringer, Ken St. Andre, Chaosium